# Miejsce (Opole)
Pour les articles homonymes, voir Miejsce.
Miejsce est une localité polonaise de la gmina de Świerczów, située dans le powiat de Namysłów en voïvodie d'Opole.